# Margarodes congolensis
Margarodes congolensis är en insektsart som beskrevs av Jakubski 1965. Margarodes congolensis ingår i släktet Margarodes och familjen pärlsköldlöss.
Artens utbredningsområde är Kongo. Inga underarter finns listade i Catalogue of Life.